# Rudy Kovanda

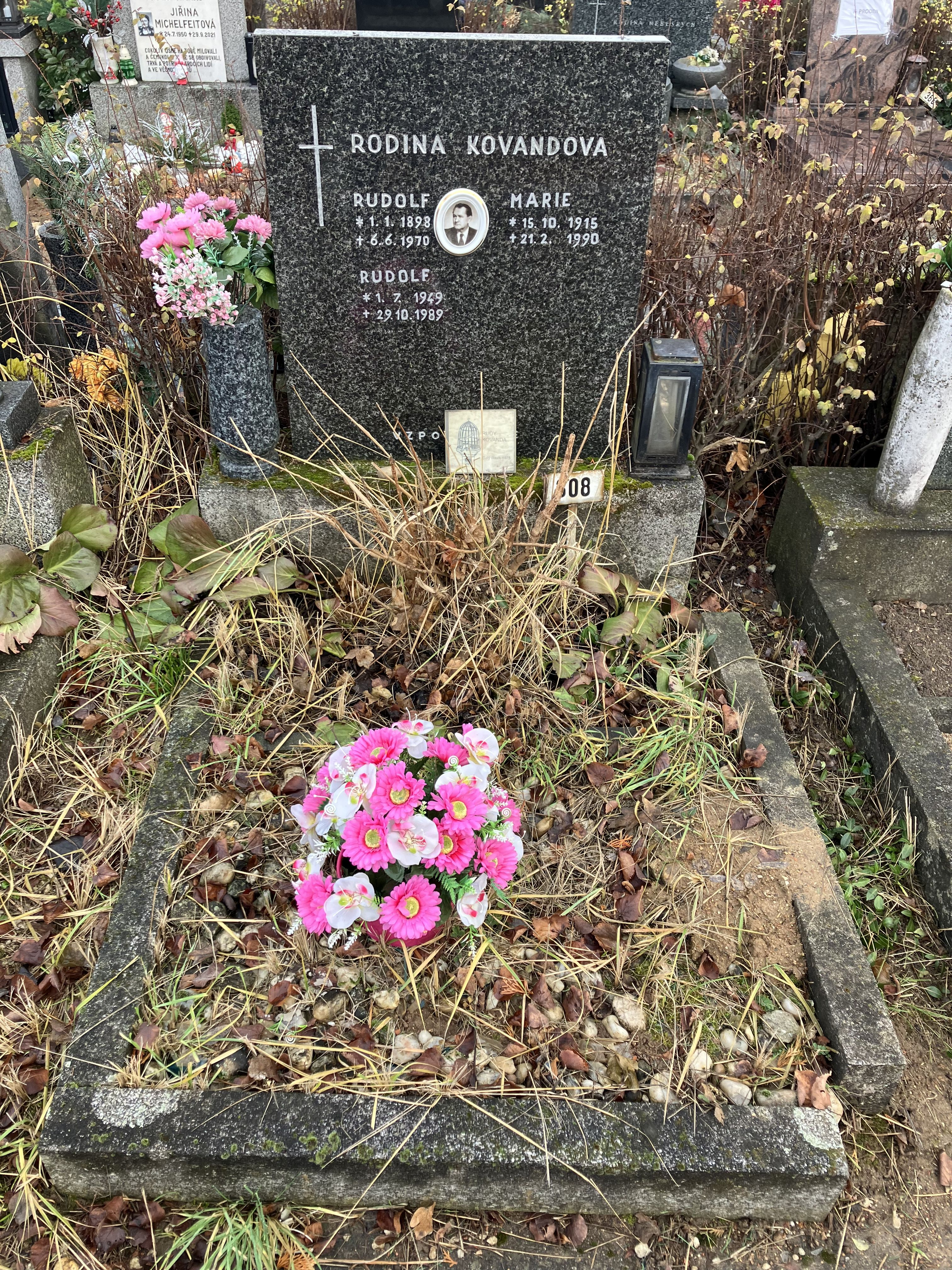
Hrob Rudolfa Kovandy

Rudolf Kovanda (1. července 1949, Brno – 29. října 1989, Brno) byl mentálně postižený dělník, komik a zpěvák.
Rudolf Kovanda (přezdívaný Rudy) se narodil v roce 1949 do právnické rodiny. Celý život žil v brněnské části Bystrc. Byl členem recesní skupiny Los Brňos a hrál ve fotbalovém výběru osobností Brněnští draci. K jeho nejznámějším písním patřily např. „Džús blús“ nebo „Sud kulatý, rys tu pije“.
Ztvárnil roli hrobníka ve filmu režiséra Vladimíra Síse Balada pro banditu.
Bavič Franta Kocourek, s kterým se přátelil, ho využíval ke svým recesním akcím, díky nimž se Kovanda dostal do povědomí veřejnosti.
V roce 1975 Kocourek zorganizoval hlasování ve prospěch Rudy Kovandy v anketě Zlatý slavík. Kovanda se umístil na předním místě, nicméně anketu nevyhrál, neboť hlasy pro něho byly skartovány.
Brněnský básník Jan J. Novák charakterizoval Kovandu následovně: Rudy je jediný jako měďák, univerzální jako soustruh a absolutní jako hrachová polévka.
Dne 29. října 1989 ho u Žebětína srazil autobus, ze kterého předtím vystoupil.
Je pochován na Ústředním hřbitově města Brna, Vídeňská 96, skup. H 38, hrob č. 308.